# Khabarovsk
Pour les articles homonymes, voir Khabarovsk (homonymie) et Boli.
Khabarovsk (en russe : Хабаровск, [ xɐˈbarəfsk] , chinois 伯力 ; pinyin : Bólì) est la capitale administrative du kraï de Khabarovsk. C'est la plus grande ville de l'Extrême-Orient russe, avec 613 480 habitants en 2022, devant Vladivostok.

## Géographie

### Situation

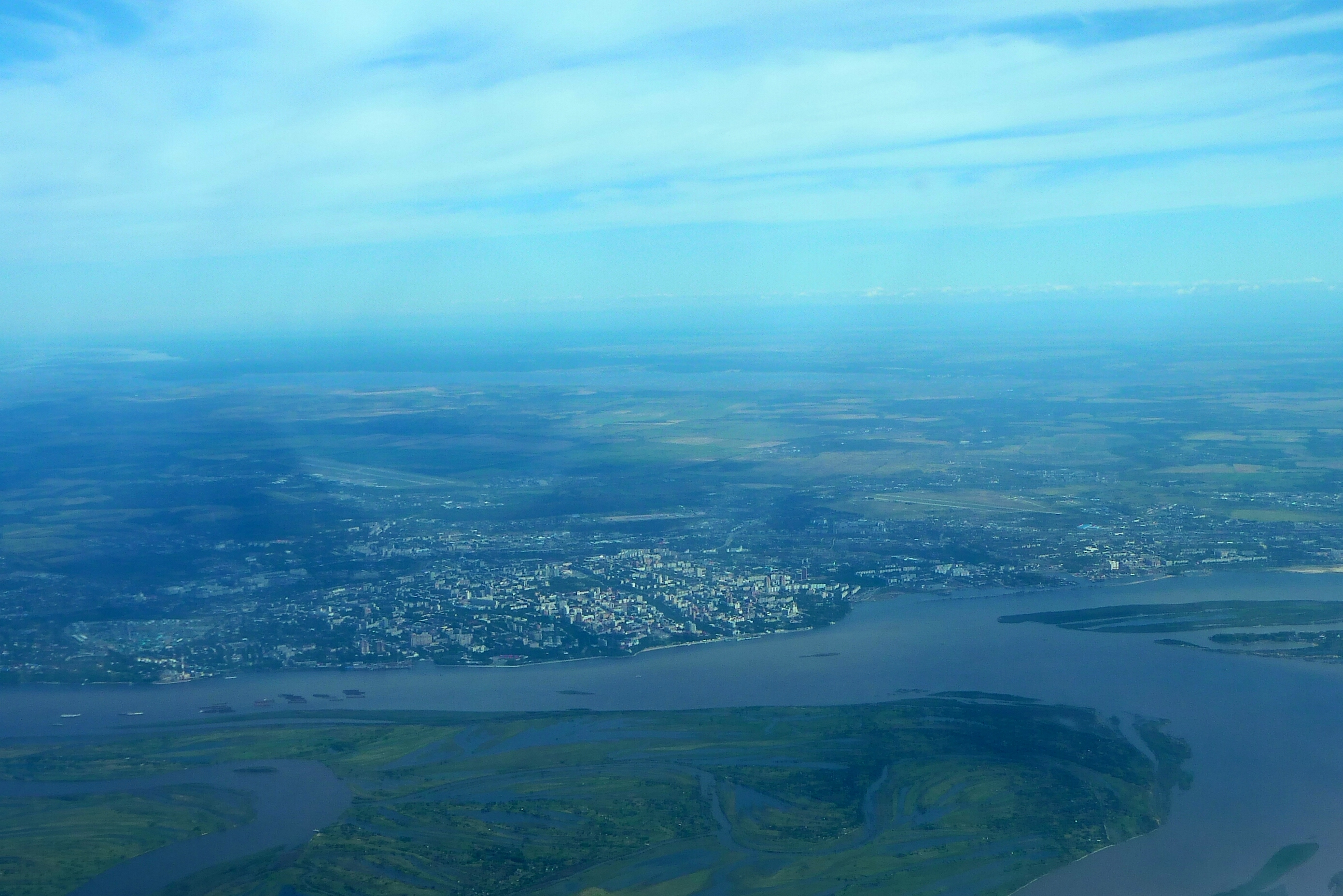
Photo aérienne de Khabarovsk. L'aéroport se trouve en arrière-plan.

Khabarovsk est située en Asie dans l'Extrême-Orient russe, au confluent de l'Amour et de son affluent l'Oussouri, à 30 km environ de la frontière chinoise, à 648 km au nord-nord-est de Vladivostok et à 6 145 km à l'est de Moscou.
Elle est située à la même latitude (à dix minutes d'arc près) que des villes comme Strasbourg (France) ou Dnipro (Ukraine).
S'étendant sur 40 km, la ville se développe sur trois collines verdoyantes, le long de la rive droite de l'Amour, large à cet endroit de 3 km. De la crête de chacune des collines dévale une rue perpendiculaire au fleuve ; ce sont du nord au sud, les rues Sericheva, Mouravieva-Amourskova et Lenina. En face, sur la rive gauche de l'Amour, se trouve l'oblast autonome juif, avec la commune urbaine de Imeni Telmana.
La ville se situe à environ 600 kilomètres en véhicule (par l'A376) de Vanino, le port de mer le plus proche.

### Climat
Khabarovsk bénéficie d'un climat de type continental caractérisé par des hivers très froids et des étés chauds et pluvieux. En hiver, des conditions anticycloniques règnent sur la Sibérie extrême-orientale tandis qu'en été, le phénomène de mousson se fait ressentir jusqu'à ces hautes latitudes[réf. nécessaire]. La neige se maintient au sol en moyenne 114 jours par an.
- Température record la plus froide : −38,9 °C (janvier 1980)
- Température record la plus chaude : 35,7 °C (juillet 1974)
- Nombre moyen de jours avec couverture neigeuse au sol dans l'année : 140
- Nombre moyen de jours de pluie dans l'année : 89
- Nombre moyen de jours avec de l'orage dans l'année : 20
- Nombre moyen de jours avec du blizzard dans l'année : 12

| Mois                                        | jan.     | fév.       | mars       | avril      | mai       | juin      | jui.      | août      | sep.      | oct.       | nov.       | déc.       | année     |
| ------------------------------------------- | -------- | ---------- | ---------- | ---------- | --------- | --------- | --------- | --------- | --------- | ---------- | ---------- | ---------- | --------- |
| Température minimale moyenne (°C)           | −23,1    | −19,6      | −10,7      | −0,1       | 7,3       | 12,8      | 16,8      | 15,7      | 9,4       | 1          | −10,4      | −20,9      | −1,8      |
| Température moyenne (°C)                    | −19,2    | −14,9      | −5,9       | 4,8        | 12,9      | 18        | 21,4      | 19,9      | 14,1      | 5,4        | −6,9       | −17,4      | 2,7       |
| Température maximale moyenne (°C)           | −14,9    | −9,9       | −1         | 10,5       | 19,2      | 23,8      | 26,8      | 24,9      | 19,7      | 10,6       | −2,8       | −13,6      | 7,8       |
| Record de froid (°C) date du record         | −40 2011 | −35,1 1977 | −28,9 1981 | −15,1 1963 | −3,1 1955 | 2,2 2003  | 6,8 1996  | 4,9 2005  | −3,3 1969 | −15,6 1972 | −27,7 2017 | −38,1 2021 | −40 2011  |
| Record de chaleur (°C) date du record       | 0,6 2000 | 6,3 1960   | 17 1983    | 28,6 2008  | 31,5 2002 | 36,4 2010 | 35,7 1974 | 35,6 1982 | 29,8 2000 | 26,4 2019  | 15,5 1990  | 6,6 1953   | 36,4 2010 |
| Ensoleillement (h)                          | 147      | 181        | 231        | 213        | 242       | 262       | 248       | 217       | 212       | 189        | 159        | 145        | 2 446     |
| Précipitations (mm)                         | 13       | 12         | 22         | 37         | 70        | 84        | 137       | 143       | 85        | 48         | 26         | 19         | 696       |
| dont neige (cm)                             | 14       | 16         | 12         | 1          | 0         | 0         | 0         | 0         | 0         | 1          | 5          | 10         | 59        |
| Record de pluie en 24 h (mm) date du record | 26 1982  | 20 1979    | 21 1977    | 37 1980    | 51 2019   | 68 1959   | 121 1985  | 113 1981  | 89 2011   | 56 1983    | 26 2014    | 30 2012    | 121 1985  |
| Nombre de jours avec précipitations         | 0        | 0          | 1          | 10         | 16        | 15        | 15        | 17        | 15        | 11         | 2          | 0          | 102       |
| Humidité relative (%)                       | 75       | 72         | 68         | 63         | 65        | 74        | 79        | 83        | 78        | 67         | 69         | 73         | 72        |
| Nombre de jours avec neige                  | 14       | 11         | 11         | 6          | 1         | 0         | 0         | 0         | 0,1       | 4          | 12         | 14         | 73        |
| Nombre de jours d'orage                     | 0        | 0          | 0          | 0,3        | 3         | 6         | 7         | 5         | 3         | 1          | 0          | 0          | 25        |
| Nombre de jours avec brouillard             | 1        | 1          | 1          | 1          | 2         | 2         | 3         | 4         | 4         | 1          | 1          | 0,2        | 21        |

| Diagramme climatique                                  |             |           |            |           |            |             |             |           |         |             |              |
| J                                                     | F           | M         | A          | M         | J          | J           | A           | S         | O       | N           | D            |
| −14,9−23,113                                          | −9,9−19,612 | −1−10,722 | 10,5−0,137 | 19,27,370 | 23,812,884 | 26,816,8137 | 24,915,7143 | 19,79,485 | 10,6148 | −2,8−10,426 | −13,6−20,919 |
| Moyennes : • Temp. maxi et mini °C • Précipitation mm |             |           |            |           |            |             |             |           |         |             |              |

La ville est la deuxième ville la plus ensoleillée de Russie après Oulan-Oude.

## Histoire

### Sous l'Empire russe

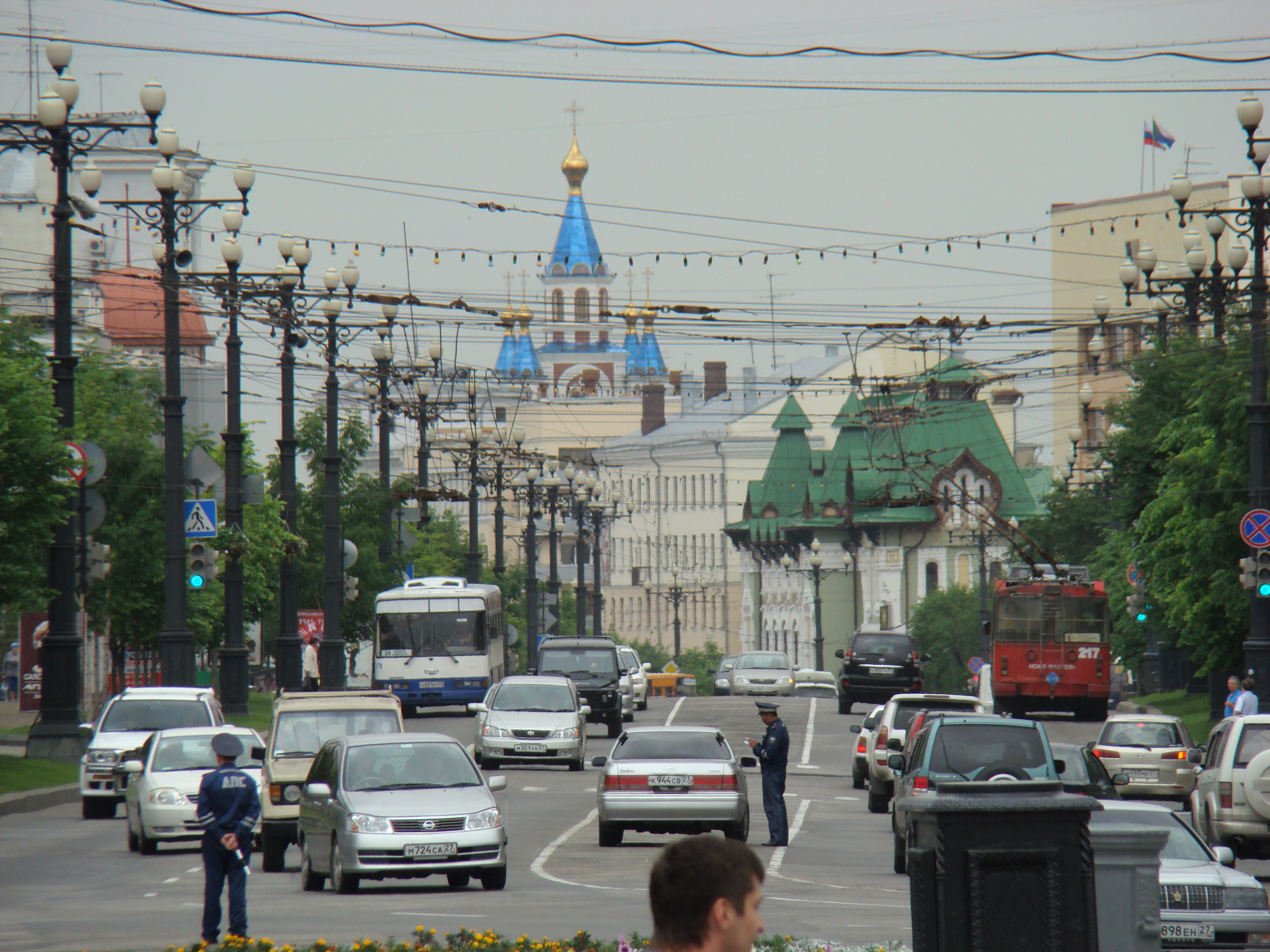
La rue Mouraviov-Amourski vue depuis la place Lénine.

La fondation de la ville russe de Khabarovsk remonte à 1858 lorsque la région passa sous souveraineté russe avec le traité d'Aigun. Le poste militaire, nommé Khabarovka en honneur de l'explorateur russe Ierofeï Khabarov, passa au rang de ville en 1880. La ville se développa rapidement après la construction d'une ligne de chemin de fer en 1905.
En 1894, la Société russe de géographie fut implantée à Khabarovsk, et permit le développement de bibliothèques, théâtres et musées dans la ville.

### Période soviétique
Une nouvelle phase de développement économique, social et culturel commença pour la région après la révolution bolchevique de 1917. La ville est d'abord contrôlée par la République d'Extrême-Orient, puis lors de la campagne de Khabarovsk, le 22 décembre 1921, la ville de Khabarovsk est prise par le Gouvernement provisoire de Priamour (Armées Blanches, basé à Vladivostok). Lors de la contre-offensive, la ville est abandonnée par les Armées Blanches et prise par les unités de la république d'Extrême-Orient le 14 février 1922.
L'économie ayant été affaiblie par cinq années de guerre civile, la période de reconstruction fut difficile et le niveau d'avant-guerre ne fut retrouvé que vers 1927. En 1938, après la création de l'unité administrative du raï de Khabarovsk, la ville est devenue un des principaux centres administratifs, industriels et culturels de l'Extrême-Orient russe.
Pendant la Seconde Guerre mondiale, Khabarovsk fournit un effort militaire considérable; ses habitants prirent part aux combats contre les troupes allemandes près de Moscou, à Leningrad, à Stalingrad et sur le Don. Le quartier-général du district militaire d'extrême-orient de l'armée russe se trouve actuellement dans cette ville.
En 1949, la ville de Khabarovsk fut aussi le lieu des procès de Khabarovsk, où furent jugés douze criminels de guerre japonais, anciens membres de l'Armée japonaise du Guandong pour l'utilisation d'armes biologiques produites par l'Unité 731 dans la région de Changde pendant la Seconde Guerre mondiale.

### Depuis 1991
Depuis les années 1990, la région occupe une place de premier plan en Extrême-Orient russe, tant dans le domaine économique que culturel.
Khabarovsk est la capitale du district fédéral extrême-oriental de 2000 à 2018 avant d'être remplacée par Vladivostok en décembre 2018.
Khabarovsk accueillit de nombreuses victimes du séisme de Neftegorsk, qui fut particulièrement dévastateur (magnitude de 7,6 sur l'échelle de Richter). Il eut lieu à Neftegorsk, dans la partie sud du raïon Okhinski, le 28 mai 1995. Ce village fut entièrement détruit et plus de 2 000 habitants perdirent la vie. Un séisme deux fois moins violent eut lieu le 10 mai 2005 près de la cité pétrolière de Sabo et de la ville d'Okha, mais ne fit ni victimes ni dégâts.
Depuis juillet 2020 Khabarovsk est le théâtre de manifestations réclamant le retour du gouverneur Sergueï Fourgal et critiquant le gouvernement de Vladimir Poutine.
Quelques îles sur l'Amour ont fait l'objet de différends territoriaux avec la Chine, notamment les îles Tarabarov / Yinlong et Bolchoï Oussouriisk / Heixiazi.

## Politique et administration

### Résultats électoraux

Douma municipale depuis 2019 (à part pendant 3 jours en novembre 2020). Le LDPR domine.

| Scrutin             | 1er tour | 1er tour | 1er tour | 1er tour | 1er tour | 1er tour | 1er tour | 1er tour | 1er tour | 1er tour | 1er tour | 1er tour | 2d tour                  | 2d tour                  | 2d tour                  | 2d tour                  | 2d tour                  | 2d tour                  | 2d tour                  | 2d tour                  |
| Scrutin             | 1er      | 1er      | %        | 2e       | 2e       | %        | 3e       | 3e       | %        | 4e       | 4e       | %        | 1er                      | %                        | 2e                       | %                        | 3e                       | %                        | 4e                       | %                        |
| ------------------- | -------- | -------- | -------- | -------- | -------- | -------- | -------- | -------- | -------- | -------- | -------- | -------- | ------------------------ | ------------------------ | ------------------------ | ------------------------ | ------------------------ | ------------------------ | ------------------------ | ------------------------ |
| Maïorale 2018       |          | ER       | 39,97    |          | KPRF     | 23,25    |          | LDPR     | 20,86    |          | SRZP     | 9,95     | Victoire au premier tour | Victoire au premier tour | Victoire au premier tour | Victoire au premier tour | Victoire au premier tour | Victoire au premier tour | Victoire au premier tour | Victoire au premier tour |
| Présidentielle 2024 |          | ER       | 79.68    |          | NL       | 9,3      |          | KPRF     | 5,69     |          | LDPR     | 5,33     | Victoire au premier tour | Victoire au premier tour | Victoire au premier tour | Victoire au premier tour | Victoire au premier tour | Victoire au premier tour | Victoire au premier tour | Victoire au premier tour |

### Découpage
Le territoire de la ville est subdivisé en 5 arrondissements (raïon urbain (ru)). Chaque arrondissement est une circonscription administrative, c'est-à-dire ayant une valeur juridique, avec par exemple un tribunal, mais ne sont pas des municipalités, c'est-à-dire qu'ils n'ont pas de conseils municipaux ou de maires. Il y a des comités de gestion d'arrondissements, et ils sont utilisés pour les services publics, que ce soit la police, l'éducation ou autre. 
Les arrondissements sont : , de Kirov, de la Flotte rouge, Industriel et du Chemin de fer.
- Arrondissement Central : 92 856 habitants (2021)
- Arrondissement de la Flotte rouge :  88 613 habitants (2021)
- Arrondissement de Kirovsk :  55 473 habitants (2021)
- Arrondissement du Chemin de fer :  154 789 habitants (2021)
- Arrondissement Industriel  :  225 710 habitants (2021)

Khabarovsk abrite l'administration du raïon de Khabarovsk . La ville de Khabarovsk n'est pas incluse dans le raïon.

### Jumelages
La ville de Khabarovsk est jumelée avec :
- Niigata (Japon) depuis le 23 avril 1965
- Portland (Oregon) (États-Unis) depuis le 10 juin 1988
- Victoria (Canada) depuis le 25 mai 1990
- Harbin (Chine) depuis le 15 juin 1993
- Bucheon (Corée du Sud) depuis mai 2005
- Sanya (Chine) depuis 2011

## Population et société

### Démographie
Recensements (*) ou estimations de la population :
| 1880  | 1884  | 1897*  | 1913   | 1926   | 1939*   |
| ----- | ----- | ------ | ------ | ------ | ------- |
| 1 400 | 5 000 | 14 971 | 52 000 | 46 100 | 207 347 |

| 1959*   | 1970*   | 1979*   | 1989*   | 2002*   | 2010*   |
| ------- | ------- | ------- | ------- | ------- | ------- |
| 322 744 | 435 962 | 527 848 | 600 623 | 583 072 | 577 441 |

| 2012    | 2013    | 2014    | 2015    | 2016    | 2017    |
| ------- | ------- | ------- | ------- | ------- | ------- |
| 585 556 | 593 636 | 601 043 | 607 216 | 611 160 | 616 242 |

| 2022    | - | - | - | - | - |
| ------- | - | - | - | - | - |
| 613 480 | - | - | - | - | - |

### Enseignement
Khabarovsk possède plusieurs établissements d'enseignement supérieur, tels que :
- université de médecine ;
- université d'État des sciences humaines de l'Extrême-Orient ;
- université de chemin de fer ;
- université Pacifique d'État ;
- académie de service d'État ;
- académie de culture physique ;
- institut des affaires internationales de l'Extrême-Orient ;
- institut de droit de l'Extrême-Orient ;
- institut de ménagement, affaires et droit de l'Extrême-Orient ;
- institut juridique de Ministère des affaires intérieures ;
- académie d'économie et de droit ;
- institut des beaux-arts ;
- institut de communication ;
- institut d'affaires internationales ;
- institut de langues étrangères ;
- institut d'agriculture.

### Sports

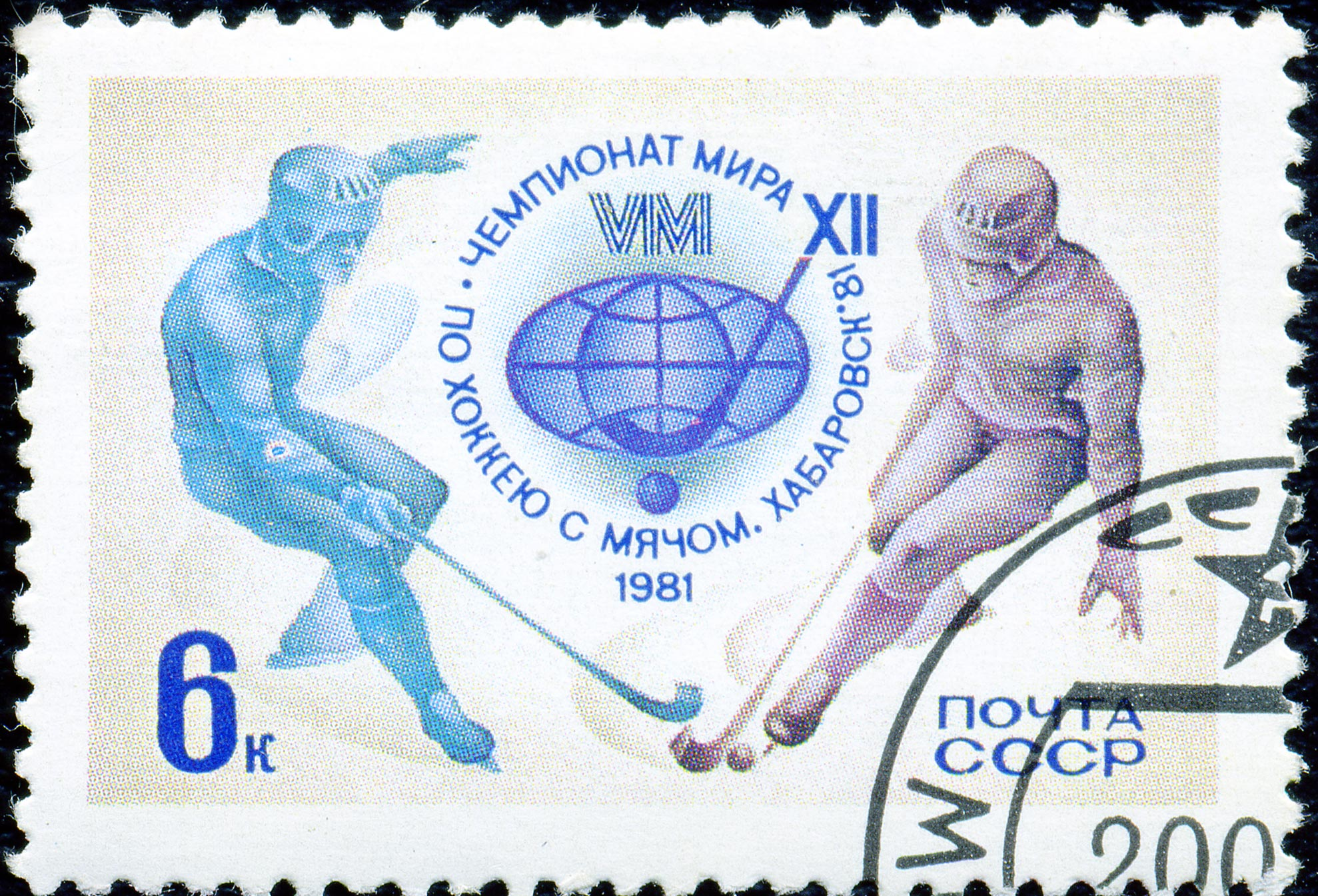
Championnat du monde de bandy 1981.

- L'Amour Khabarovsk est un club de hockey sur glace évoluant en KHL. Sa patinoire est la Platinum Arena.
- Le SKA-Khabarovsk est le club de football de la ville, et évolue en deuxième division russe

## Économie
Khabarovsk est un grand centre industriel sur la ligne du Transsibérien, on y fabrique du fer et de l'acier, du pétrole raffiné, des véhicules à moteur et des machines.

### Tourisme

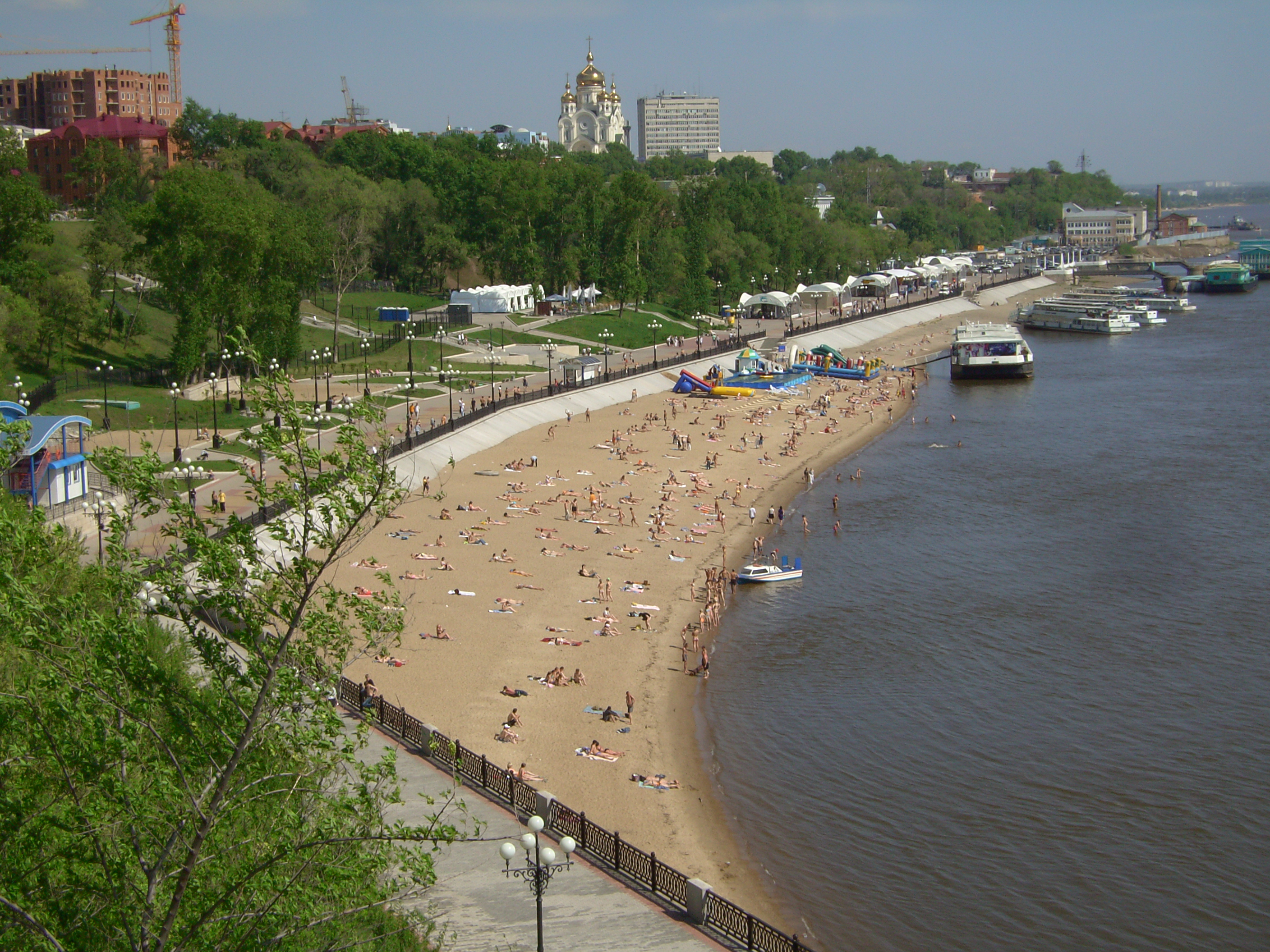
Vu d'Outes.

Ville pittoresque, Khabarovsk fait l'objet d'un tourisme intensif. Les visiteurs peuvent flâner sur le large boulevard Amourski avec ses magasins flamboyants puis visiter le marché local. Les cinq districts de la ville s'étendent sur 45 km le long de l'Amour.
Plus récemment, de nombreuses rénovations dans le Vieux-Khabarovsk (centre-ville) ont été entreprises pour restaurer un aspect plus historique. L'une des attractions les plus populaires aujourd'hui est un tour à pied depuis la place Lénine jusqu'à Outes (ce qui signifie la falaise en français) via la rue Mouraviov-Amourski où les visiteurs pourront trouver des restaurants de cuisine traditionnelle et des magasins de souvenirs. On y trouve aussi des clubs et des pubs.
Khabarovsk est une ville verte. Il y a beaucoup d'espaces verts et de parcs, les cours des maisons sont souvent entourées d'arbres. À proximité du centre-ville se trouve l'arboretum, où sont rassemblées les espèces végétales locales et exotiques sur 12 hectares. À l'extrémité de la ville se trouve le jardin zoologique Sissoïev, qui se consacre à la réhabilitation des animaux sauvages : ours, loups, renards, chouettes, aigles, tigres, ratons, chevreuils de Manchourie.

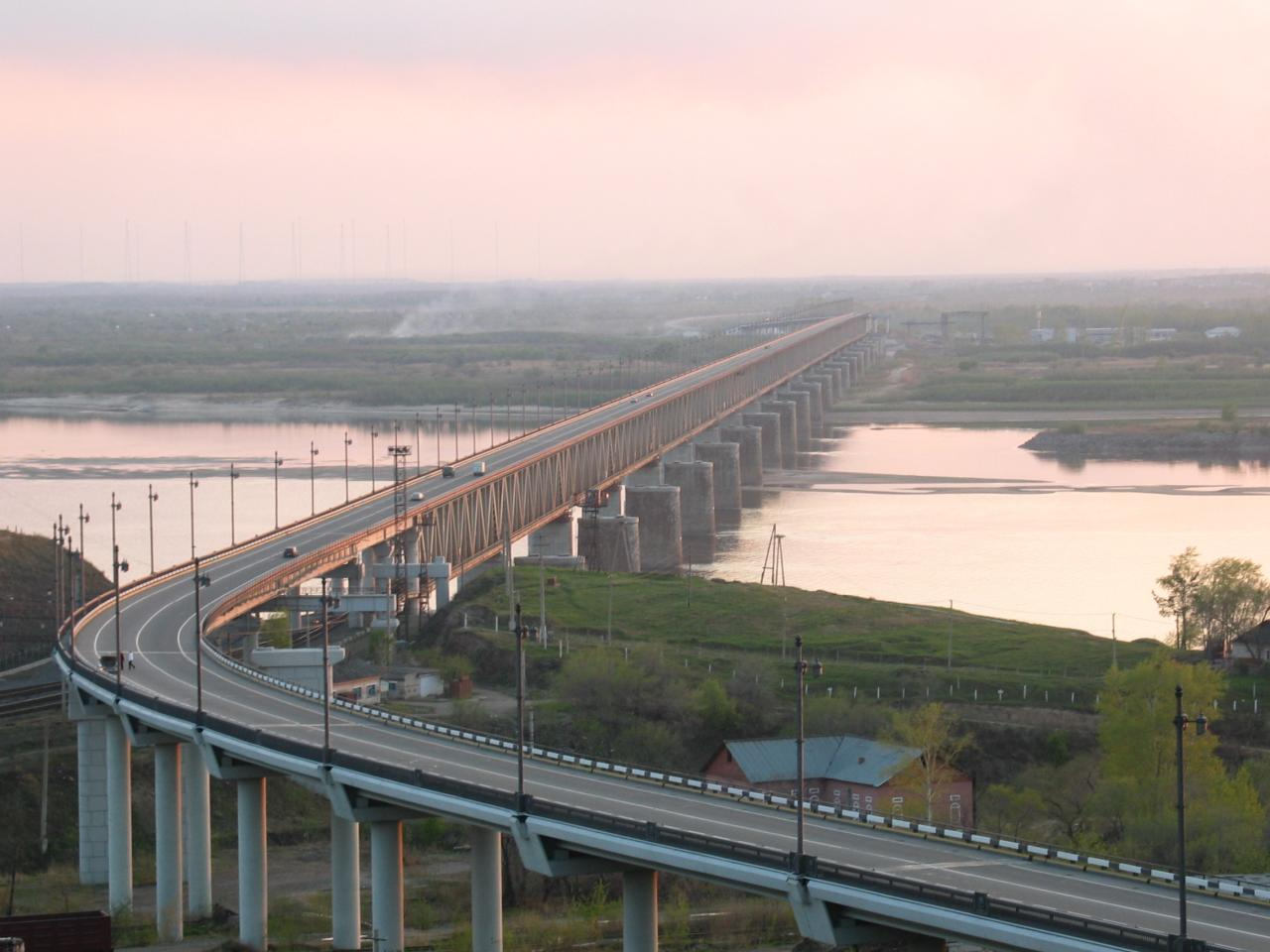
Le pont de Khabarovsk après sa reconstruction en 1999.

Contrairement à Vladivostok, la ville n'a jamais été fermée aux visiteurs étrangers et a conservé sa saveur internationale. Une minorité asiatique de plus en plus nombreuse y est présente. Un million de Chinois y voyagent chaque année, et les investissements japonais, coréens et chinois ont fortement crû ces dernières années.

### Transport
Par le Transsibérien, Moscou est à 8 523 km. Le pont de Khabarovsk, construit en 1916, fut pendant un temps le plus long de Russie impériale et d'Eurasie. Il a été complètement rebâti en 1999 pour être emprunté par la circulation routière et ferroviaire. L'aéroport de Khabarovsk assure des vols directs vers Dalian et Harbin (Chine), Aomori et Niigata (Japon), Séoul (Corée du Sud), et Hô Chi Minh-Ville (Saïgon, Viêt Nam).
En 2021, la construction d'un contournement autoroutier payant de la ville a été achevée, reliant les routes fédérales arrivant à Khabarovsk entre elles. Ces routes sont la R297 en direction de Tchita ; l'A375 vers le centre-sud du kraï qui se connecte à l'A376 vers Vanino et Komsomolsk-sur-l'Amour ; et l'A370 vers Vladivostok,,.

## Culture locale et patrimoine

### Musées
Le musée des Beaux-Arts, situé dans la partie la plus ancienne du centre-ville expose des œuvres de la peinture européenne du XVIe au début du XXe siècle, y compris des œuvres de Rembrandt, Rubens, Durer, Corot, ainsi que la peinture russe du XVe au début du XXe siècle (Répine, Tropinine, Polenov). Les collections du musée comprennent en outre une collection rare de vieilles icônes russes et des objets d'art décoratif des peuplades de l'Extrême-Orient russe.
Le musée régional a été fondé en 1894, par le gouverneur de la région N.I. Grodekov, dont il porte le nom. Ce musée présente une vaste exposition sur la flore et la faune régionales, ainsi que sur l'histoire du pays et ses différentes ethnies. L'histoire indigène est aussi présentée dans le musée national d'histoire naturelle.

### Théâtres

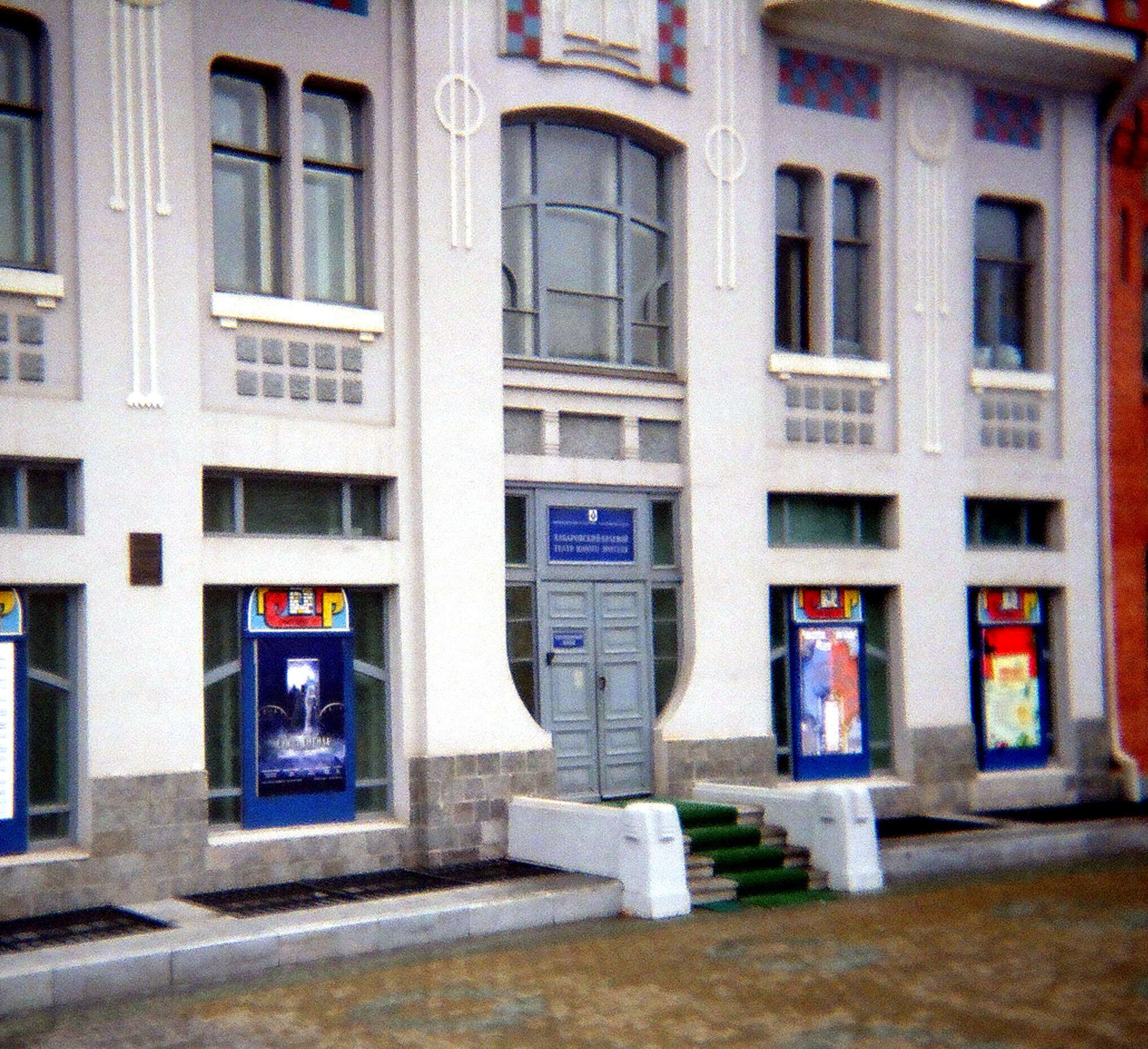
Théâtre de la jeunesse.

Fondé en 1926, le théâtre de la comédie musicale est le plus ancien théâtre de la ville. On y met en scène des opérettes et des comédies musicales.
Le théâtre de la jeunesse, fondé en 1944, propose de nombreux spectacles et manifestations culturelles pour les enfants.
Le théâtre lyrique est fondé en 1946. Son répertoire est composé essentiellement d'œuvres classiques russes et européennes.
Le théâtre municipal de pantomime de Khabarovsk Triada, fondé en 1989, est connu en Extrême-Orient, en Russie et à l’étranger. Son nom vient du grec et signifie « trinité ». Et c’est bien un triple objectif que poursuit sa troupe de dix acteurs : faire rire, faire penser, émouvoir. La troupe propose des pantomimes classiques et modernes, des sketches de clowns, des ballets, etc.
Le théâtre des poupées, ou théâtre de marionnettes, est un jeune théâtre, fondé en 1997, pour jeunes spectateurs et leurs parents.

Le théâtre-atelier Biely (théâtre blanc) est un théâtre d'avant-garde, un espace expérimental et véritablement libre, où artistes, musiciens, décorateurs et metteurs en scène collaborent dans une recherche constante et créative.

Objets patrimoniaux culturels à Khabarovsk
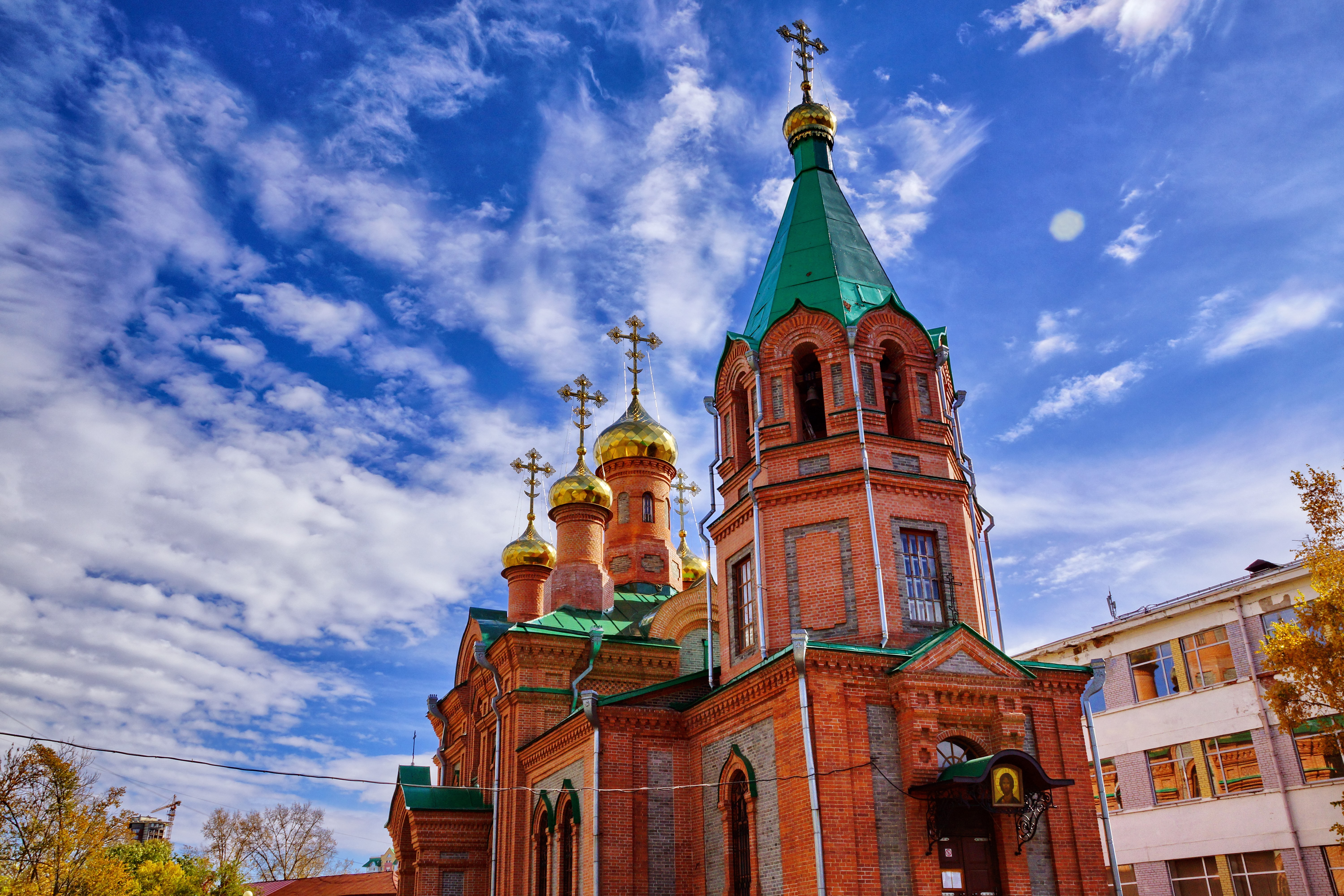
Église Saint-Innocent d'Irkoutsk à Khabarovsk.
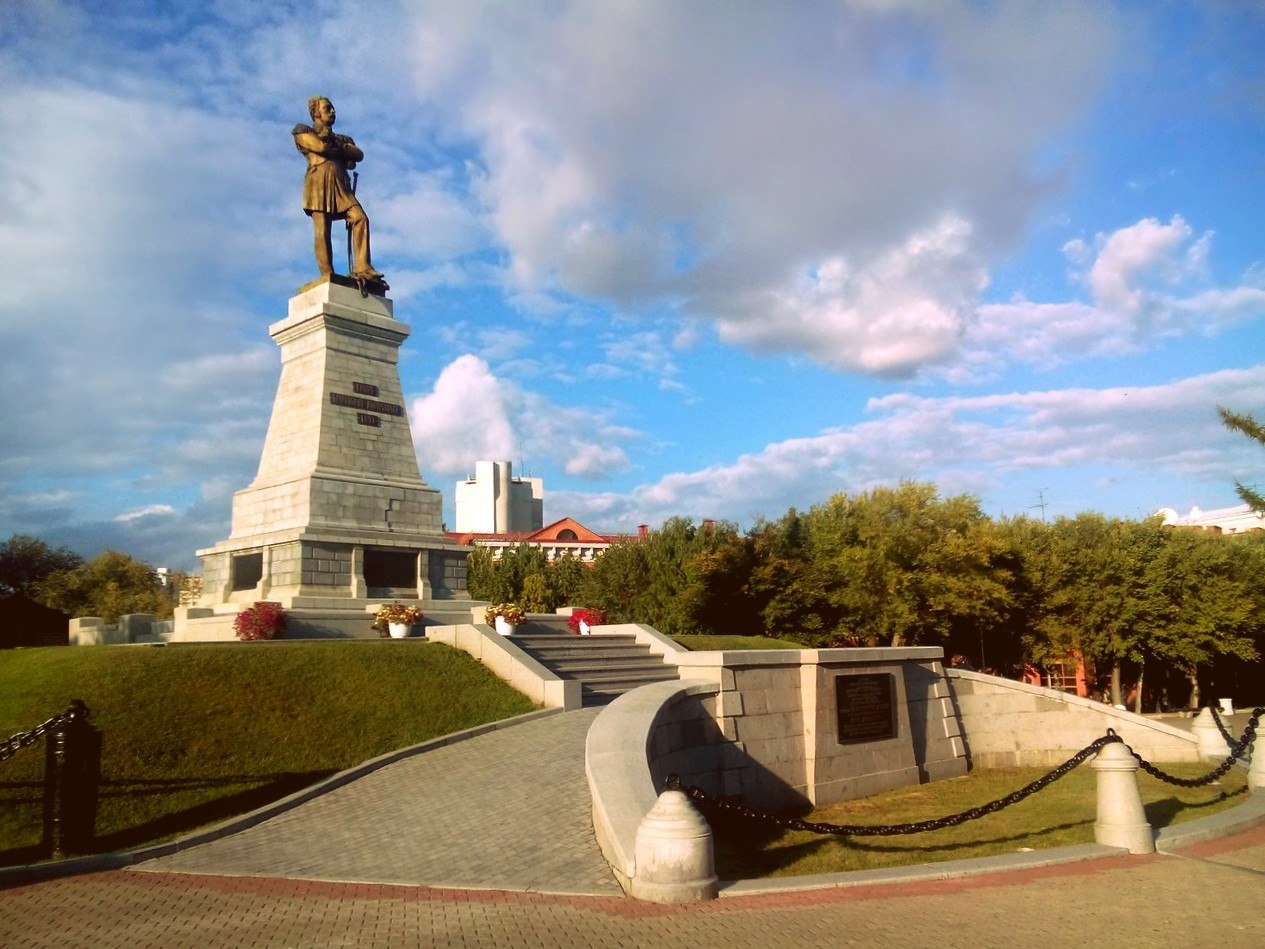
Statue de Nikolaï Mouraviov-Amourski
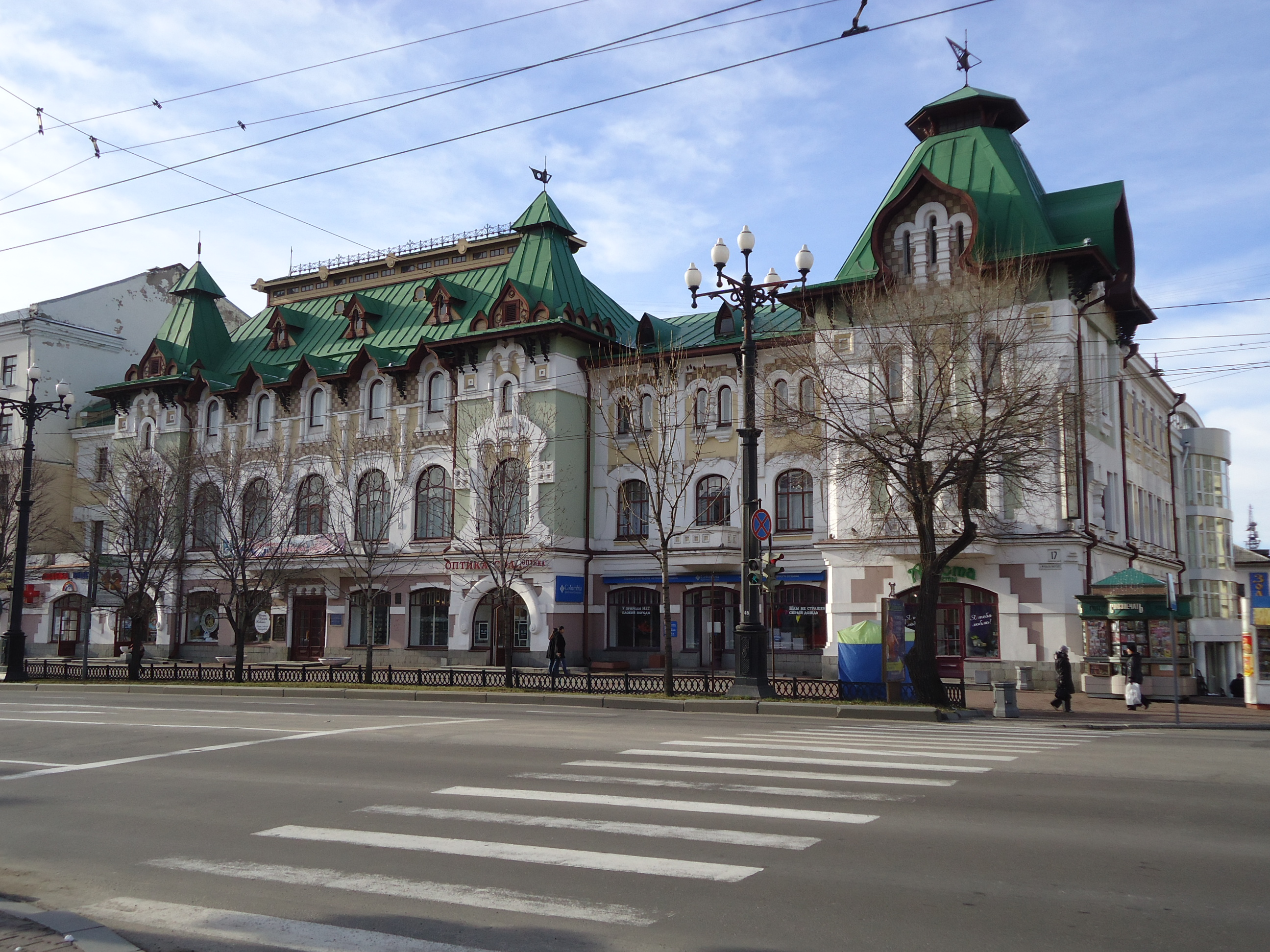
Douma de la ville de KhabarovsK;
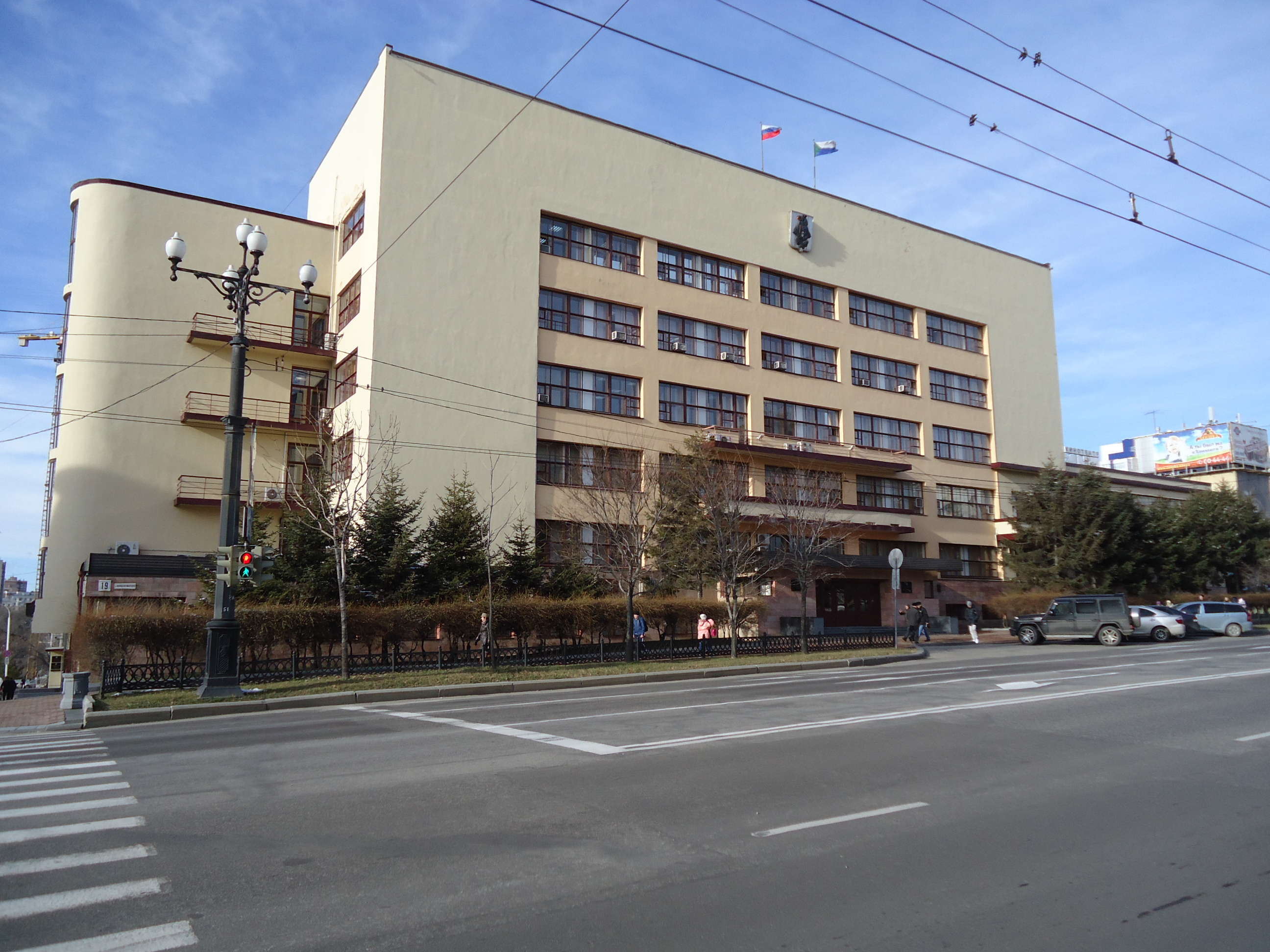
Bâtiment de la douma législative du kraï de Khabarovsk.

### Personnalités liées à la ville
- Viktor Massitch (1917-1947), aviateur soviétique, héros de l'Union soviétique.
- Efim Zelmanov (1955-), mathématicien russe.
- Andreï Tchmil (1963-),  coureur cycliste soviétique, puis russe, moldave, ukrainien et belge.
- Sergey Chepikov (1967-), biathlète russe.
- Aleksandr Moguilny (1969-), hockeyeur russo-américain.
- Evgeni Plushenko (1982-), patineur artistique russe.
- Ivan Skobrev (1983-), patineur de vitesse russe.
- Olena Kostevych (1985-), tireuse sportive ukrainienne.
- Kristina Akheeva (1986-), mannequin et actrice australienne.
- Aleksandr Panjinski (1989-), fondeur russe.
- Mikhail Grigorenko (1994-), joueur de hockey professionnel
- Ekaterina Koneva (1988-), championne du monde et d'Europe en salle du triple saut.
- Grigory Leps (1962-), chanteur russe, y a fait son service militaire.